# Mercure offre à Junon les yeux d'Argus
Mercure offre à Junon les yeux d'Argus est un tableau réalisé en 1615 par le peintre néerlandais Hendrik Goltzius. Conservée au musée Boijmans Van Beuningen de Rotterdam, cette huile sur toile est une peinture mythologique qui s'inspire librement d'une scène empruntée aux Métamorphoses d'Ovide. Elle représente Mercure cédant à Junon les nombreux organes oculaires d'Argus, qu'il vient de tuer à l'épée pour protéger le secret des amours adultères de Jupiter avec Io, la génisse dans le paysage à l'arrière-plan. Rappel du Torse du Belvédère que l'artiste a dessiné plusieurs fois lors de son séjour à Rome, le corps décapité de son espion gît renversé sur le sol où la déesse trompée descend depuis un nuage. Elle récupère tous ses yeux pour décorer le plumage des deux paons qui tirent son char doré, et qu'elle montre du doigt derrière elle : ce serait l'origine des ocelles que présente leur espèce.